# Blaby & Whetstone Athletic F.C.
Blaby & Whetstone Athletic F.C. là một câu lạc bộ bóng đá đến từ Whetstone, gần Leicester, Leicestershire, Anh. Hiện tại họ đang thi đấu ở East Midlands Counties League

## Lịch sử
Whetstone Athletic được thành lập năm 1928. Năm 1967 họ gia nhập Leicestershire Senior League và trải qua gần 30 năm ở đó và 2 mùa giải ở thập niên 1970 trên hạng đấu cao nhất. Năm 1993, đội bóng đổi tên thành Blaby and Whetstone Athletic F.C. và chuyển đến sân đấu hiện tại Blaby Boys. Câu lạc bộ thăng hạng Premier Division năm 2000 sau khi về đích thứ hai tại mùa giải 1999–2000. Mùa giải 2003–04, đội bóng vào đến Vòng 3 FA Vase. Mùa giải 2008–09, Blaby về đích thứ hai tại Premier Division. Câu lạc bộ vào đến Vòng 2 FA Cup ở mùa giải 2014-15, sau khi đánh bại các đội cấp cao hơn gồm Harborough Town, Stratford Town & Tipton Town, trước khi thất bại với tỷ số 4-1 trong trận đấu lại trước Stourbridge FC. Mặc dù rơi khỏi top 3 trong giai đoạn sau của mùa giải 2014-15 và về đích chung cuộc ở vị trí thứ 5, câu lạc bộ vẫn giữ hoài bão và mục đích đạt đến Bậc 5 của Non-league.
Các cựu huấn luyện viên bao gồm Andy Purple (đang dẫn dắt St Andrews FC) và cựu huấn luyện viên Coalville Town là Lee Harriman (đang dẫn dắt Oadby Town)

## Cổ động viên và kình địch
Blaby & Whetstone Athletic khó thu hút được nguồn cổ vũ sân nhà nhưng vẫn có một lượng khán giả nhỏ cống hiến.
Đội bóng gần với Blaby & Whetstone nhất là Saffron Dynamo, cũng thi đấu ở Whetstone và thi đấu thấp hơn Blaby một cấp độ. Các kình địch khác trong vùng gồm St Andrews FC, Aylestone Park F.C. và Oadby Town.

## Cựu cầu thủ đáng chú ý
1. Cầu thủ thi đấu/huấn luyện ở Football League hoặc giải đấu có cấp độ tương đương ở nước ngoài.

2. Cầu thủ thi đấu quốc tế.

3. Cầu thủ giữ kỷ lục câu lạc bộ hoặc làm đội trưởng.
- Levi Porter – (2006–2010) thi đấu cho Leicester City

## Danh hiệu
- Leicestershire Senior League Premier Division[2]
  - Á quân 2008–09
- Leicestershire Senior League Division One (trước đây là Division Two)[1][2]
  - Á quân 1974–75, 1999–2000
- Leicestershire and Rutland Senior Cup
  - Vô địch 2007–08.

## Kỉ lục
- FA Cup
  - Vòng loại 2 2012–13, 2014-15
- FA Vase[2]
  - Vòng 3 2003–04